# Мальванья
Мальванья (італ. Malvagna, сиц. Marvagna) — муніципалітет в Італії, у регіоні Сицилія, метрополійне місто Мессіна.
Мальванья розташована на відстані близько 500 км на південний схід від Рима, 150 км на схід від Палермо, 55 км на південний захід від Мессіни.
Населення — 737 осіб (2014).

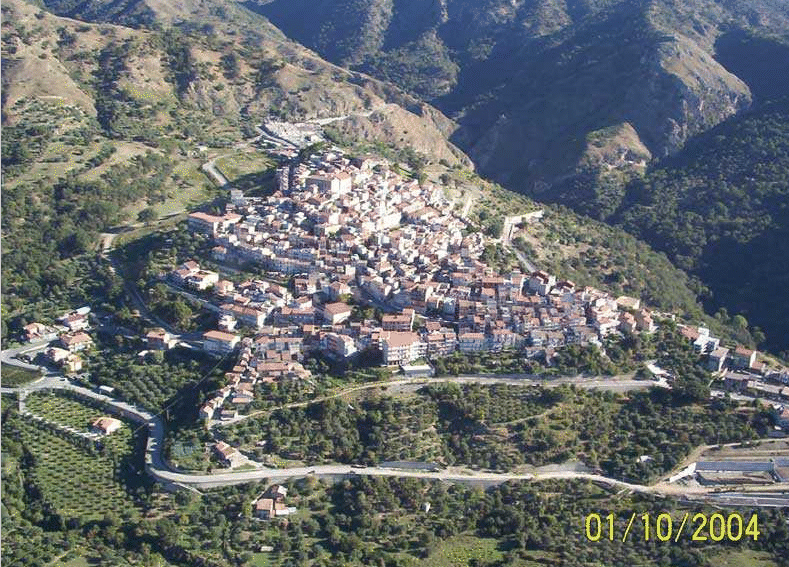

Щорічний фестиваль відбувається 26 липня. Покровитель — S. Anna.

## Демографія
Населення за роками:

Станом на 1 січня 2023 року в муніципалітеті офіційно проживало 13 іноземців з 6 країн, серед них 9 громадян країн Євросоюзу та 3 громадяни України.

## Сусідні муніципалітети
- Кастільйоне-ді-Сицилія
- Франкавілла-ді-Сицилія
- Мойо-Алькантара
- Монтальбано-Елікона
- Роччелла-Вальдемоне